# حويتم (المهرة)

تعديل مصدري - تعديل

حويتم هي إحدى قرى عزلة قشن بمديرية قشن التابعة لمحافظة المهرة، بلغ تعداد سكانها 321 نسمة حسب تعداد اليمن لعام 2004.